# Celsiella
Celsiella es un género de anfibios anuros de la familia de las ranas de cristal (Centrolenidae). Anteriormente las especies de este género fueron incluidas en Cochranella.
Ambas especies se distribuyen únicamente en el Cerro El Humo (Sucre) y en el Distrito Capital, Venezuela.

## Especies
Se reconocen dos especies según ASW:
- Celsiella revocata (Rivero, 1985)
- Celsiella vozmedianoi (Ayarzagüena y Señaris, 1997)